# Magma (francuski zespół muzyczny)
Magma – francuska grupa muzyczna grająca awangardową odmianę rocka progresywnego. Powstała w Paryżu w 1969 roku, a jej założycielem był perkusista Christian Vander. Magma wykreowała styl muzyczny określany jako Zeuhl. Bazuje on na sekcji rytmicznej i specyficznych harmoniach.
Większość albumów zespołu ma charakter koncepcyjny i rozwijają jedną historię. Na pierwszym albumie rozpoczyna się historia grupy osób, które uciekają z pogrążonej w chaosie Ziemi. Osiedlają się na planecie Kobaïa. Chcą tam założyć nowe, idealne społeczeństwo. To prowadzi jednak do konfliktu z mieszkańcami planety. 
Na potrzeby swoich opowieści zespół utworzył sztuczny język, "kobaiański". Ma on być dialektem używanym przez kosmicznych wędrowców.

## Muzycy
| - Christian Vander - Stella Vander - Hervé Aknin - Isabelle Feuillebois - Rudy Blas - Francis Linon - Simon Goubert - Thierry Eliez - Jimmy Top - Caroline Indjein - Sylvie Fisichella - Laura Guarrato | - Francis Moze - Jannick Top - Klaus Blasquiz - Didier Lockwood - Bernard Paganotti - Benoît Widemann - Teddy Lasry - Himiko Paganotti - Antoine Paganotti - Emmanuel Borghi |

## Dyskografia
Na podstawie materiału źródłowego:

### Albumy studyjne
- 1970 Kobaïa (oryginalnie wydany jako "Magma")
- 1971 1001° Centigrades
- 1972 The Unnamables (jako Univeria Zekt, zespół, który poprzedzał Magmę)
- 1973 Mekanïk Kommandöh (wydany dopiero w 1989)
- 1973 Mëkanïk Dëstruktïẁ Kömmandöh
- 1974 Ẁurdah Ïtah
- 1974 Köhntarkösz
- 1976 Üdü Ẁüdü
- 1978 Attahk
- 1984 Merci
- 2004 K.A. (Köhntarkösz Anteria)
- 2009 Ëmëhntëhtt-Ré
- 2012 Félicité Thösz
- 2014 Rïah Sahïltaahk
- 2015 Šlaǧ Tanƶ
- 2019 Zëss: Le jour du néant
- 2022 Kãrtëhl

### Inne wydawnictwa
- 1975 Live/Hhaï
- 1976 Inédits
- 1981 Retrospektiw (I+II)
- 1981 Retrospektiw (III)
- 1986 Mythes Et Legendes Vol. I (składanka)
- 1992 Les Voix de Magma (koncert)
- 1994 Akt IV (Theatre Du Taur Concert, 1975)
- 1995 Akt V (Concert Bobino, 1981)
- 1996 Akt VIII (Bruxelles - Theatre 140, 1971)
- 1998 Floë Ëssi/Ëktah (EP)
- 1998 Simples
- 1999 Akt XIII (BBC 1974 Londres)

## Wideografia
Na podstawie materiału źródłowego:
- 2001 Trilogie Theusz Hamtaahk (Concert du Trianon), DVD
- 2004 Concert Bobino 1981, DVD
- 2006 Mythes et Légendes. Epok 1, DVD
- 2006 Mythes et Légendes. Epok 2, DVD
- 2007 Mythes et Légendes. Epok 3, DVD
- 2008 Mythes et Légendes. Epok 4, DVD
- 2013 Mythes et Légendes. Epok 5, DVD
- 2016 Nĭhăo Hamtaï: Magma. First Chinese Tour, DVD
- 2017 Ëmëhntëhtt-Ré Trilogie, DVD